# Cirrus radiatus
Cirrus radiatus este o varietate de nor cirrus. Denumirea de cirrus radiatus provine din latină, însemnând cu „dungat”. Această varietate de nori cirrus apare în benzi paralele care acoperă adesea întregul cer și par să conveargă într-un singur punct sau în două puncte opuse de la orizont. Cirrus radiatus este adesea parțial alcătuit din cirrocumulus sau cirrostratus.